# Hermann Bischof

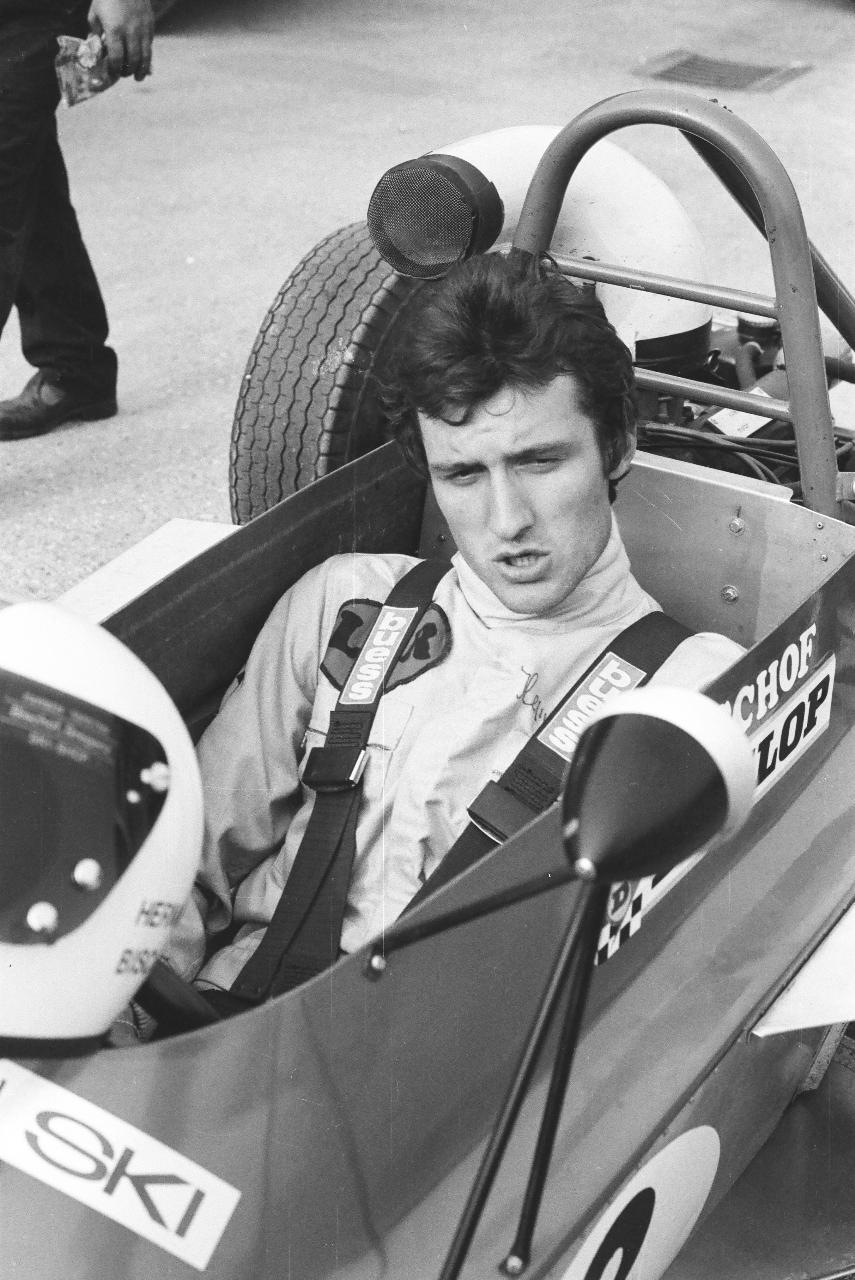
Hermann Bischof 1975

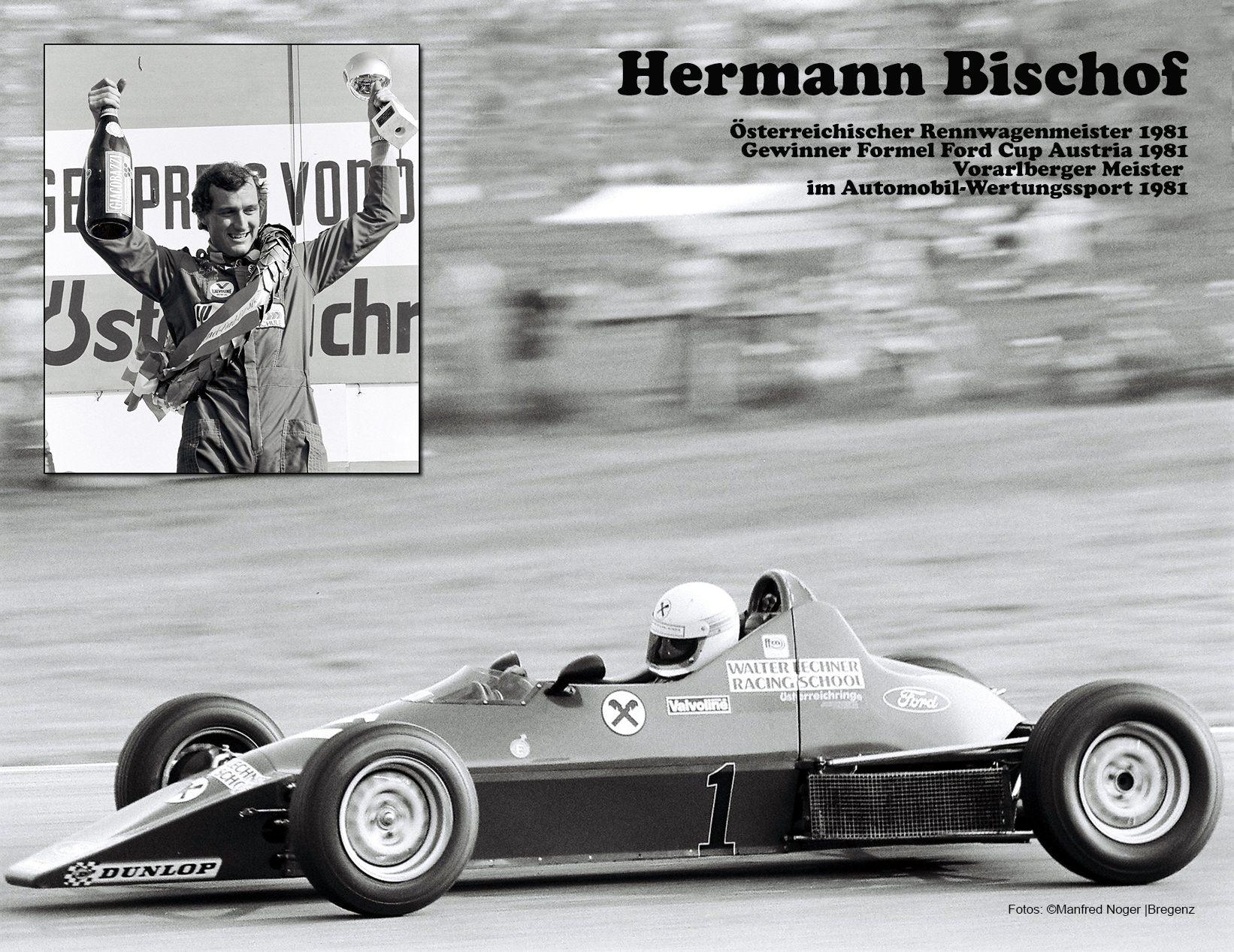
1981 Walter Lechner Racing Team, Workscar PRS

Hermann Bischof (* 4. November 1954 in Bizau, Vorarlberg) ist ein ehemaliger österreichischer Automobilrennfahrer (Österreichischer- und Vorarlberger Meister sowie Formel-Ford Cupsieger 1981).

## Karriere
Bischofs Motorsportkarriere begann 1973 im Alter von 18 Jahren in einem Simca Rallye 2 Simca 1000. In diesem Jahr wurde er Zweiter bei seinem ersten Antreten bei einem Autoslalom in Amtzell und gewann bei seiner ÖM-Bergrennpremiere am Sonntagberg in der 1300er-Serien-Klasse.
Bischof erreichte seine ersten Erfolge in der Formel Ford 1600 in einem Lotus 61 (1974) und schaffte danach die ersten Podestplätze in der deutschen und österreichischen Meisterschaft auf dem erstgebauten LCR-FF-Rennwagen. Im September 1976 verunglückte Bischof in Zolder bei einem EM-Rennen schwer und startete nicht mehr bei Formel-Ford-Rennen.
Mit einem VW 1302 S nahm Bischof 1977/78 an sehr gut besetzten nationalen und internationalen Rallyecross-Rennen teil. Bischof blieb auf dem Wachauring gegen Europaklasse-Fahrer wie Franz Wurz oder Andy Bentza erfolgreich. Dabei brachte er mit dem VW Käfer im A-Finale die neuen Golf-Modelle des VW-Werks in Bedrängnis und wurde Dritter.
Zurück in der Formel Ford 1600 konnte Hermann Bischof im Team von Walter Schöch den neuen PRS-Rennwagen in der DM und ÖM pilotieren und siegte 1979 erstmals bei einem Formel-Ford-Rennen (ÖM, Bergrennen Zwischenwasser). Ab Juli 1980 gewann Bischof bis September 1981 jedes von 13 Meisterschaftsrennen in Österreich, bei dem er an den Start ging. In der Formel-Ford-Cup-Austria-Wertung 1980 belegte er Platz zwei. Bischof wurde 1981, im Team der Walter Lechner Rennfahrerschule und wiederum auf PRS überlegen Österreichischer Rennwagenmeister, Formel-Ford-Cup-Austria-Gewinner sowie Vorarlberger Landesmeister im Automobil-Wertungssport. In seinem vorletzten Rennen besiegte er im September 1981 auch den späteren Formel-1-Piloten Gerhard Berger. 
Ab Ende der 1980er startete Bischof bei Endurance-Veranstaltungen für Geländemotorräder. 1989 wurde er beim 3-Stunden-Rennen von Achern erstmals als Motorradsportler ausgezeichnet und gewann 1992 mit einem Vorarlberger Team das 24-Stunden-Enduro-Rennen in Clermont-Ferrand in der Klasse über 500 cm³ auf Honda. 1995 fuhr Bischof seine letzte Endurance-Veranstaltung (KTM Oasis Rallyetour, Tunesien), bei der er mit Heinz Kinigadners KTM LC4 620 in Führung liegend ausfiel.
Neben seiner selbständigen Tätigkeit als Journalist und Werbeagent testete Bischof in den 2000er-Jahren für den Österreich-Importeur von AVON Tyres und Vee Rubber Tyres PKW-Reifen.

## Statistik

### Einzelergebnisse in der Sportwagen-Weltmeisterschaft
| Saison | Team | Rennwagen | 1   | 2   | 3   | 4   | 5   | 6   | 7   | 8   | 9   | 10  | 11  | 12  | 13  | 14  | 15  | 16  | 17  | 18  | 19  | 20  |
| ------ | ---- | --------- | --- | --- | --- | --- | --- | --- | --- | --- | --- | --- | --- | --- | --- | --- | --- | --- | --- | --- | --- | --- |
| 1965   |      | BMW 1800  | DAY | SEB | BOL | MON | MON | RTT | TAR | SPA | NÜR | MUG | ROS | LEM | REI | BOZ | FRE | CCE | OVI | NÜR | BRI | BRI |
| 1965   |      | BMW 1800  |     |     |     |     |     |     |     |     |     |     | 52  |     |     |     |     |     |     |     |     |     |